# 氯甲基二丁基氯化锡
氯甲基二丁基氯化锡（DBCT）是一种有机锡化合物，化学式为C9H10Cl2Sn，它是一种强烈且不可逆的ATP合成酶抑制剂。它可以二丁基二氯化锡和重氮甲烷在无水乙醚中反应得到。